# ريتشارد بارنت
ريتشارد بارنت (بالإنجليزية: Richard Barnet)‏ هو عازف كمان أمريكي، ولد في 7 مايو 1929 في بوسطن في الولايات المتحدة، وتوفي في 23 ديسمبر 2004.